# Wojciech Nowakowski (archeolog)
Wojciech Nowakowski – polski profesor nauk humanistycznych, archeolog, nauczyciel akademicki Instytutu Archeologii Uniwersytetu Warszawskiego.
Jest uczniem profesora Jerzego  Okulicza. Specjalista od okresu wpływów rzymskich. Autor licznych badań i publikacji. Między innymi twórca pojęcia Bałtyjskiej Kultury Bogaczewskiej (doktorat z 1981). Kierownik Zakładu Archeologii Europy Starożytnej. Członek rady naukowej Państwowego Muzeum Archeologicznego. 26 kwietnia 2000 r. otrzymał tytuł profesora z rąk prezydenta RP Aleksandra Kwaśniewskiego. Profesor zwyczajny od 2003.
Od 2000 jest członkiem korespondentem Niemieckiego Instytutu Archeologicznego (niem. Deutsches Archäologisches Institut, DAI). 

## Publikacje
- Rozprawa habilitacyjna - Das Samland in der römischen Kaiserzeit und seine Verbindungen mitdem römischen Reich und der barbarischen Welt, Uniwersytet Warszawski, Wydz. Historyczny, 1996.
- Osada z okresu wpływów rzymskich i wczesnego średniowiecza w Bałowie, woj. olsztyńskie, stan. 2, Państwowe Muzeum Archeologiczne w Warszawie,
- Auf der Suche nach der verlorenen Archäologie pod red. Wojciecha Nowakowskiego i Martina Lemke, Warszawa, Inst. Archeologii Uniwersytetu Warszawskiego, 2003, ISBN 83-87496-83-9